# Gordonia haematoxylon
Gordonia haematoxylon är en tvåhjärtbladig växtart som beskrevs av Olof Swartz. Gordonia haematoxylon ingår i släktet Gordonia och familjen Theaceae. Inga underarter finns listade i Catalogue of Life.